# Ancylotherium
Ancylotherium (gr. "bestia ganchuda"), castellanizado anciloterio, es un género de mamíferos perisodáctilos de la familia Chalicotheriidae. Fue uno de los últimos representantes de los calicoterios, que vivió entre 6,5 millones de años y 2 millones de años atrás, durante el período Mioceno y la mayor parte del Plioceno. Los anciloterios son parientes de los perisodáctilos actuales, como rinocerontes, tapires y caballos.

## Descripción

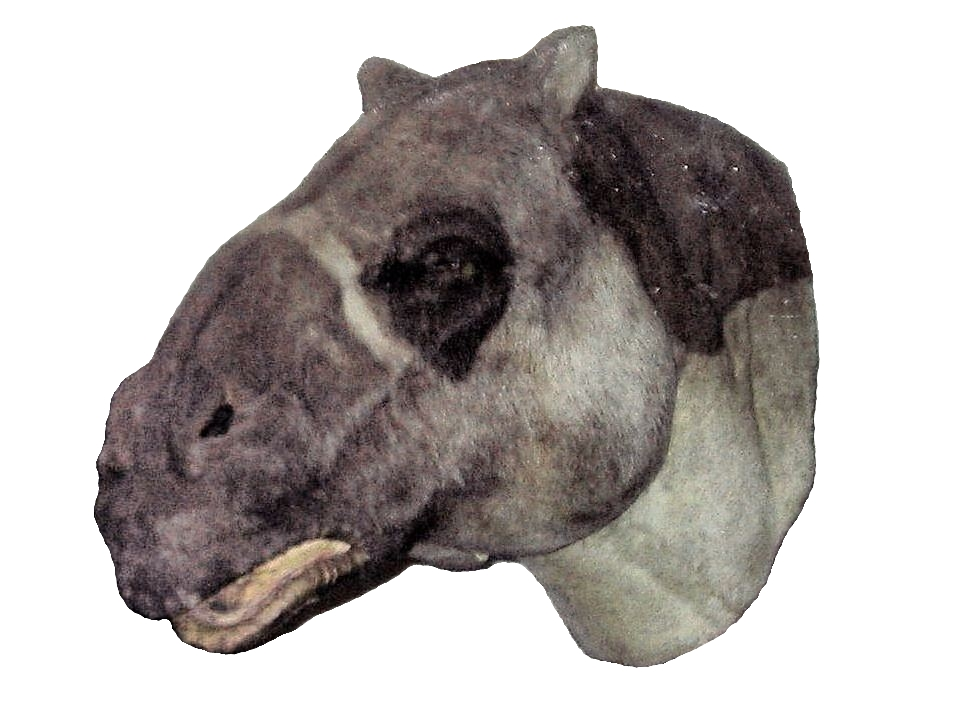
Modelo de la cabeza de un Ancylotherium.

El anciloterio era relativamente grande, unos 2 metros de alto hasta los hombros; se piensa que fue parecido a una cabra. Como otros calicoterios, tenía las patas delanteras muy largas a diferencia de las traseras que eran mucho más cortas. Era muy similar al género Moropus que vivió en Norteamérica.
El hábitat de estos animales era el sur y el este de África y Grecia. Eran herbívoros y se cree que pastaban en las africanas y comían hojas de los árboles.

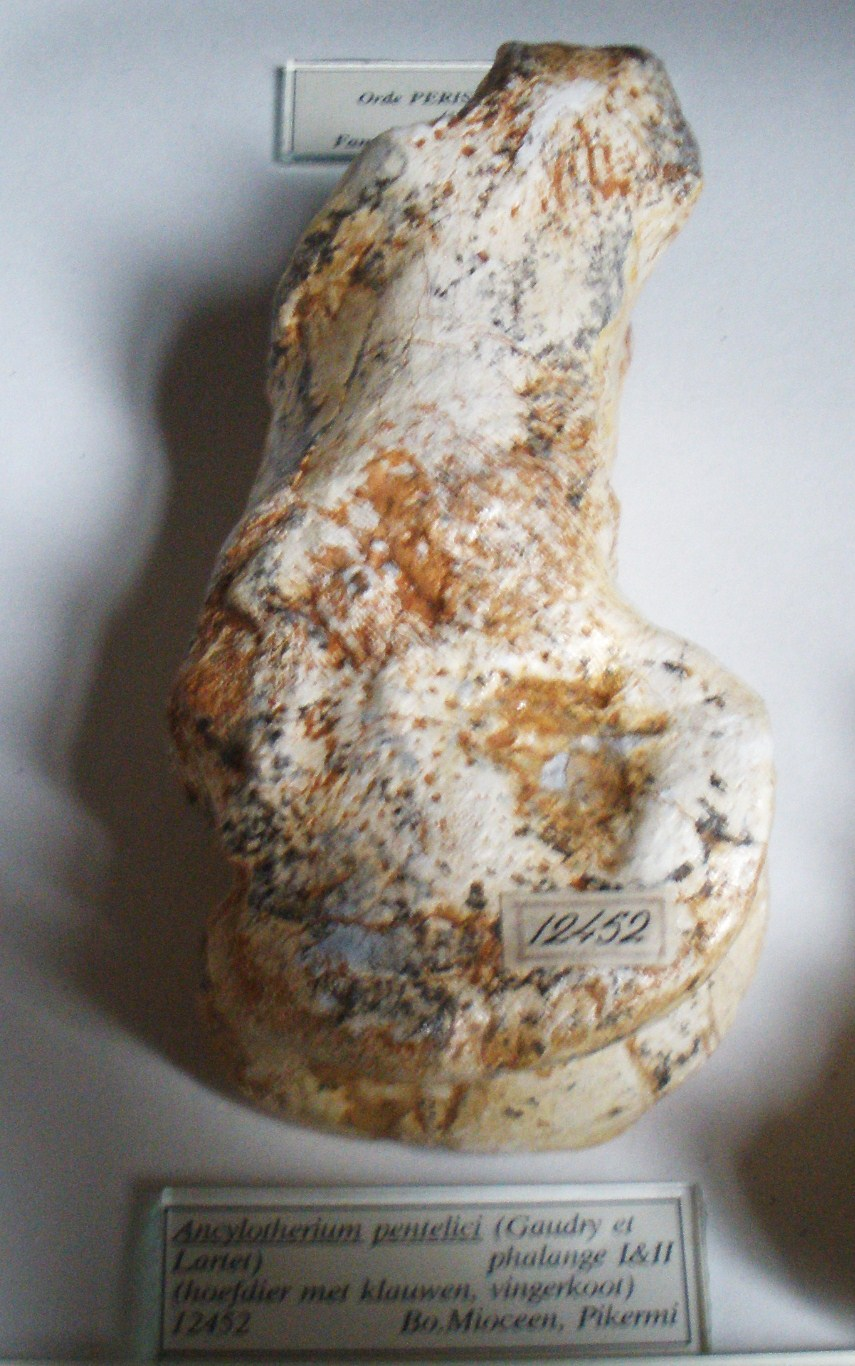
Falanges de Ancylotherium pentelicum en el Teylers Museum, Haarlem.

## Fósiles
Los restos fósiles de anciloterios se han encontrado con muchos fósiles de homínidos del este y sur de África, incluyendo sitios en Laetoli, Olduvai y Omo.

## Especies
- Ancylotherium cheboitense Guérin & Pickford, 2005
- Ancylotherium hellenicum Koufos, 2012
- Ancylotherium hennigi Dietrich, 1942
- Ancylotherium pentelicum Gaudry & Lartet, 1856